# 3006 Livadia
3006 Livadia (1979 SF11) là một tiểu hành tinh vành đai chính được phát hiện ngày 24 tháng 9 năm 1979 bởi N. Chernykh ở Nauchnyj.